# Саттаров, Рифкат Гарафиевич
Рифкат Гарафиевич Саттаров (2 октября 1959 — 27 января 2021) — генеральный директор Регбийного центра Московской области, вице-президент Федерации регби Московской области, председатель комитета по регби-7, начальник национальной сборной команды по регби-7, заслуженный работник физической культуры Российской Федерации, заслуженный тренер России.

## Биография
Окончил в 1982 году Ленинградский военный институт физической культуры и спорта. В 1982—1988 годах — начальник физической подготовки и спорта частей и объединений Военно-воздушных сил СССР ТуркВО (г. Ташкент). В 1988 г. был приглашен старшим преподавателем кафедры физической подготовки и спорта Военно-воздушной Академии им. Ю. А. Гагарина.
С 1991 года — старший тренер-начальник спортивной команды (мастеров по регби, высшей лиги) Военно-воздушной академии им. Ю. А. Гагарина. С 2003 года — генеральный директор Регбийного центра Московской области (включал мужские регбийные команды «ВВА-Подмосковье» и «Академия ВВС», женскую «РГУТИС-Подмосковье», подшефные центру детско-юношеские регбийные школы и училище олимпийского резерва).
С 1993 года — генеральный менеджер сборной России по регби-7. Добился её дебюта в 2001 году на чемпионате мира (завоёван малый Кубок турнира), четырёх побед на чемпионатах Европы с 2007 по 2017 годы и дебюта в 2015 году в Мировой серии.
В 2000 году указом Президента Российской Федерации В. В. Путина Рифкату Саттарову было присвоено звание «Заслуженного работника физической культуры Российской Федерации». В 2005 г. за отличные результаты команды «ВВА-Подмосковье» и большой вклад в развитие спорта Московской области правительством Московской области присвоено звание «Заслуженный работник физической культуры, спорта и туризма Московской области».
С 2020 года и до последних дней жизни занимал должность директора ГУОР «Щелково».
Скончался 27 января 2021 года.